# Джордано, Франко
Франко Джордано (итал. Franco Giordano; 26 августа 1957, Бари, область Апулия, Италия) — итальянский политический деятель, секретарь Партии коммунистического возрождения (ПКВ) (2006—2008), лидер фракции ПКЗ в Палате депутатов Италии (1998—2006).

## Биография
С 1974 года — член Итальянской коммунистической партии.
В 1985—1987 — член национального руководства Федерации молодых коммунистов Италии, в 1987—1990 годах член комитета ИКП провинции Бари.
После XX съезда ИКП в 1991, по итогам которого ИКП была преобразована в Партию демократических левых сил (ПДЛС), Ф. Джордано вступил в Партию коммунистического возрождения (ПКВ).
С 1992 стал одним из лидеров ПКЗ, в 1996 году впервые избран в Палату депутатов Италии. На выборах 2001 и 2006 гг. вновь становился депутатом по спискам Партии коммунистического возрождения.
В 2001 был назначен заместителем секретаря ПКЗ Фаусто Бертинотти. После избрания Бертинотти спикером палаты депутатов итальянского парламента, 7 мая 2006 года Ф. Джордано был избран секретарём Партии коммунистического возрождения Италии. Исполнял свои функции на этом посту до 27 июля 2008 года.
В январе 2009 поддержал внутреннюю оппозицию Ники Вендола и созданное им Движение за левизну, еврокоммунистическую партию, отколовшуюся от Партии коммунистического возрождения, позже объединившуюся в итальянскую левую политическую партию экологического направления Левые Экология Свобода.